# Andrzej Głowacki (piłkarz)
Andrzej Głowacki (ur. 23 kwietnia 1969 w Lublinie) – polski piłkarz występujący na pozycji napastnika, działacz piłkarski.

## Życiorys
Wychowanek Sygnału Lublin, w którego juniorskich drużynach grał od 1980 roku. Z Sygnałem osiągnął m.in. półfinał mistrzostw Polski juniorów starszych. W 1988 roku przeszedł do Górnika Łęczna, w którym rozpoczynał karierę na poziomie seniorskim. W sezonie 1988/1989 zdobył jedną bramkę (przeciwko Stali Rzeszów) w szesnastu meczach ligowych, jednak jego klub spadł wówczas z II ligi. W 1990 roku przeszedł do Avii Świdnik. W sezonie 1990/1991 zdobył 32 gole i awansował z klubem do II ligi. Sezon 1991/1992 zakończył z dorobkiem piętnastu bramek w 31 meczach ligowych. Po zakończeniu sezonu podpisał kontrakt z Legią Warszawa. 9 sierpnia 1992 roku zadebiutował w I lidze w zremisowanym 1:1 spotkaniu z ŁKS Łódź. Po rozegraniu dwóch meczów ligowych został w sierpniu 1992 roku wypożyczony do Polonii Warszawa, dla której do końca roku zdobył sześć goli. W 1993 roku występował w Legii, zdobywając mistrzostwo Polski w sezonie 1993/1994. W 1994 roku był wypożyczany do Motoru Lublin i Radomiaka Radom. 26 grudnia 1994 roku w Lublinie został dotkliwie pobity, w wyniku czego przeszedł dwie trepanacje czaszki i był zmuszony zakończyć karierę piłkarską.
W 1996 roku rozpoczął kurs sędziowski. Sędziowanie na szczeblu centralnym rozpoczął w 2001 roku jako sędzia asystent. W tej funkcji w 2010 roku zadebiutował na poziomie ekstraklasy. Sędziowanie zakończył w 2013 roku. W 2015 roku został obserwatorem Polskiego Związku Piłki Nożnej na poziomie I i II ligi. W 2021 roku bez powodzenia kandydował na stanowisko prezesa Lubelskiego Związku Piłki Nożnej.

## Życie prywatne i wykształcenie
Jest żonaty, ma syna. Ukończył VI Liceum Ogólnokształcące w Lublinie i Wyższą Szkołę Pedagogiczną TWP w Warszawie (1999), Instytut Pedagogiki w Lublinie (na kierunku: edukacja zdrowotna z rehabilitacją) i Wyższą Szkołę Ekonomii i Innowacji w Lublinie (2019, studia podyplomowe na kierunku: inspektor ochrony danych).

## Statystyki ligowe
| Sezon         | Klub             | Liga    | Mecze | Gole |
| ------------- | ---------------- | ------- | ----- | ---- |
| 1988/1989     | Górnik Łęczna    | II liga | 16    | 1    |
| 1991/1992     | Górnik Łęczna    | II liga | 31    | 15   |
| 1992/1993 (j) | Legia Warszawa   | I liga  | 2     | 0    |
| 1992/1993 (j) | Polonia Warszawa | II liga | 13    | 6    |
| 1992/1993 (w) | Legia Warszawa   | I liga  | 3     | 0    |
| 1993/1994 (j) | Legia Warszawa   | I liga  | 4     | 0    |
| 1993/1994 (w) | Motor Lublin     | II liga | 8     | 0    |
| 1994/1995 (j) | Motor Lublin     | II liga | 17    | 3    |